# Lester Skaggs
Lester Skaggs, Ph.D. (21 de noviembre de 1911-3 de abril de 2009) fue un pionero en el campo de la física médica y la radioterapia, profesor e innovador.

## Vida y época
Skaggs nació el 21 de noviembre de 1911 en Trenton, Missouri. Creció en una granja del norte de Misuri. Iba a una escuela de una sola aula y para ir al instituto tenía que ir montado en un caballo. Skaggs era el mayor de tres hermanos y su padre planeaba que Skaggs se convirtiera en granjero. Sin embargo, Skaggs tenía otros intereses y descubrió el asombro por el jugueteo, disfrutó diseñando y construyendo artilugios e hizo planes para una carrera científica. Estudió en la Universidad de Missouri y se licenció en química con especialización en matemáticas en 1933 y en física en 1934. Se trasladó a Chicago en 1935, ingresó en la Universidad de Chicago y fue aceptado en el programa de posgrado en física nuclear. En 1939, Skaggs obtuvo el doctorado en física nuclear. En la Universidad de Chicago, Skaggs obtuvo una beca posdoctoral en física nuclear y consiguió trabajo a tiempo parcial en la Clínica de Tumores del Hospital Michael Reese en oncología radioterápica. De 1941 a 1943, la guerra le llevó a Washington, D.C., donde trabajó en la Institución Carnegie de Washington en el Departamento de Magnetismo Terrestre. Skaggs trabajó con el físico Nicholas Smith en el diseño de un sistema de detección de proximidad de aviones que utilizaba ondas de radio para localizar y detonar proyectiles antiaéreos.

## Proyecto Manhattan
En 1943, fue enviado al Proyecto Manhattan en Los Álamos, Nuevo México, trabajando con Robert Oppenheimer para desarrollar la bomba atómica. En Los Álamos, a Skaggs se le encomendó la tarea de adaptar el sistema de detección antiaérea para convertirlo en una "mecha" de seguridad para la primera bomba que se usaría contra Japón.
Desde una distancia de 20 millas, Skaggs presenció la primera prueba en Alamogordo, Nuevo México. Skaggs comprendió inmediatamente que los planes que tenían en ese momento dejaban una cantidad de tiempo inaceptable para que los bombarderos escaparan con seguridad de la zona de lanzamiento. Desarrolló un sistema con dos sistemas de reserva que permitía al avión y a la tripulación disponer de tiempo adicional para salir con seguridad del cielo de Japón.

## Hospital Michael Reese
Cuando terminó la Segunda Guerra Mundial, Skaggs regresó a Chicago y volvió a trabajar en las aplicaciones médicas de la radiación. Reanudó su trabajo en el Hospital Michael Reese y fue asignado al departamento de física de la Universidad de Illinois para formar equipo con Donald Kerst en un proyecto de investigación física. Así comenzó lo que se convertiría en un caso clásico de colaboración entre dos personas. El objetivo era utilizar un betatrón para extraer un haz de electrones con fines médicos. El betatrón fue inventado por Kerst para experimentos de física.
Como la casualidad suele desempeñar un papel en los avances médicos y científicos, a veces acompañada de una dosis de ironía, el azar se presentó ante un miembro del equipo, que era un prometedor estudiante de licenciatura en física. Al estudiante se le había diagnosticado un tumor cerebral, un glioblastoma multiforme, y no había opciones de tratamiento disponibles para el tumor. El primer uso clínico de la radiación Betatron de alta energía para terapia médica resultó beneficioso para reducir eficazmente la masa del tumor, pero no suficiente para eliminarlo y proporcionar una cura.

## Universidad de Chicago
En 1948, Skaggs aceptó un nombramiento como profesor adjunto de radiología en la Universidad de Chicago. En 1949, fue ascendido a profesor asociado con la responsabilidad de desarrollar equipos e instalaciones de radioterapia en el Argonne Cancer Research Hospital (ACRH). El programa de la Comisión de Energía Atómica titulado "Átomos para la paz" financió las instalaciones del ACRH. En 1953, el ACRH figuraba en la lista inicial de hospitales dedicados a la radioterapia para el tratamiento del cáncer.
En ACRH, el siguiente proyecto del equipo de Skaggs y Lanzl fue el diseño de una unidad de tratamiento de cobalto, que se construyó en su mayor parte en los talleres mecánicos de ACRH y la Universidad de Illinois .
El dúo de Skaggs y Lanzl inició en la década de 1950 otro proyecto. Esta vez el objetivo era desarrollar y establecer un programa de postgrado en física médica, quizá el primero de Estados Unidos. En la década de 1960 se puso en marcha un programa de doctorado que otorgaría el título de doctor en física médica.
En 1956, Skaggs fue ascendido a profesor titular. Diseñó y construyó un ordenador analógico que se utilizaría en los planes de tratamiento de radioterapia. El "ordenador" estaba finalmente en funcionamiento en 1963 y los componentes ocupaban una pequeña habitación.
En la década de 1970, Franca T. Kuchnir y Skaggs desarrollaron un método para producir neutrones para radioterapia, quizás la primera instalación de terapia con neutrones rápidos en los Estados Unidos.